# Kastrup kammerkor
Kastrup Kammerkor er et dansk amatørkor (blandet kor) med hjemsted på Amager. Koret er grundlagt i 1966 af udbrydere fra et andet kor på Amager.
Koret giver normalt 10-12 koncerter om året og har desuden medvirket i pladeindspilninger, radioudsendelser mm. Ud over egne koncerter har koret med jævne mellemrum deltaget i større arrangementer i samarbejde med andre kor, orkestre og professionelle solister. Eksempelvis medvirkede koret i 2002 i opførelser af Mendelssohns "Elias" og i 2007 i Verdis Requiem.
Parallelt med dette har koret opbygget et omfattende verdsligt repertoire med hovedvægten på nyere danske og nordiske korværker af bl.a. Bernhard Lewkovitch, Vagn Holmboe med mange flere. Til korets 40-års jubilæum i 2006 bestilte og uropførte koret Leif Martinussens "Lyt, hvad er i luften" til tekst af Agnete Nygaard.
Kastrup Kammerkor har i en årrække turneret jævnligt skiftevis i Danmark og udlandet. Det er bl.a. blevet til ture til Østrig, Finland, Sverige, Irland, Estland, England og senest i 2007 Færøerne.
Blandt korets dirigenter gennem tiden kan nævnes Kaare Hansen og Adam Faber. Siden 2000 ledes Kastrup Kammerkor af Karin Schmidt Andersen.